# Futbol'nyj Klub Tambov 2017-2018
Questa voce raccoglie le informazioni riguardanti il Futbol'nyj Klub Tambov nelle competizioni ufficiali della stagione 2017-2018.

## Stagione
La squadra conquistò il quarto posto che le consentirono l'accesso ai play-off per l'approdo in Prem'er-Liga; perse però il doppio confronto con l'Amkar Perm', mantenendo così la categoria; in Coppa di Russia il cammino si arrestò agli ottavi di finale.

## Rosa
| N. |                    | Ruolo | Calciatore                     |
| -- | ------------------ | ----- | ------------------------------ |
| 1  | Russia (bandiera)  | P     | Oleg Smirnov                   |
| 2  | Russia (bandiera)  | D     | Aleksej Rybin                  |
| 3  | Russia (bandiera)  | D     | Michail Miščenko               |
| 4  | Russia (bandiera)  | D     | Evgenij Ovsienko               |
| 5  | Russia (bandiera)  | D     | Evgenij Šljakov                |
| 6  | Russia (bandiera)  | C     | Aleksandr Dutov                |
| 7  | Russia (bandiera)  | A     | Oleg Chernyshov                |
| 8  | Russia (bandiera)  | C     | Vladislav Ryžkov               |
| 10 | Russia (bandiera)  | A     | Michail Petrovič Birjukov      |
| 11 | Ucraina (bandiera) | A     | Sergiy Shevchuk                |
| 13 | Russia (bandiera)  | A     | Denis Dorozhkin                |
| 15 | Russia (bandiera)  | A     | Andrej Časovskich              |
| 17 | Russia (bandiera)  | A     | Valeri Kuznetsov               |
| 18 | Russia (bandiera)  | C     | Il'ja Spicyn                   |
| 19 | Russia (bandiera)  | D     | Aleksej Michalëv               |
| 20 | Russia (bandiera)  | C     | Evgenij Aleksandrovič Kazadaev |

| N. |                         | Ruolo | Calciatore                  |
| -- | ----------------------- | ----- | --------------------------- |
| 21 | Russia (bandiera)       | P     | Denis Vavilin               |
| 29 | Russia (bandiera)       | D     | Aleksandr Gorbatjuk         |
| 30 | Ucraina (bandiera)      | C     | Maksym Trusevyč             |
| 33 | Russia (bandiera)       | D     | Il'ja Gul'tjaev             |
| 69 | Russia (bandiera)       | C     | Pavel Ignatovič             |
| 70 | Russia (bandiera)       | D     | Andrey Murnin               |
| 81 | Montenegro (bandiera)   | C     | Mladen Kašćelan             |
| 88 | Russia (bandiera)       | A     | Anton Kilin                 |
| 94 | Russia (bandiera)       | A     | Sergej Sergeevič Archipov   |
| 96 | Kazakistan (bandiera)   | D     | Marat Bystrov               |
| 99 | Russia (bandiera)       | A     | Ivan Sergeev                |
|    | Russia (bandiera)       | A     | Aleksej Igorevič Skvorcov   |
|    | Burkina Faso (bandiera) | A     | Abdoul Gafar Sirima         |
|    | Russia (bandiera)       | C     | Il'ja Kucharčuk             |
|    | Russia (bandiera)       | C     | Denis Vladimirovič Pojarkov |

## Risultati

### Campionato
| Orenburg 8 luglio 2017, ore 17:00 1ª giornata | Orenburg | 2 – 1 referto | Tambov | Stadio Gazovik |

| Kursk 15 luglio 2017, ore 17:00 2ª giornata | Avangard Kursk | 2 – 1 referto | Tambov | Stadio Trudovye rezervy (6 200 spett.) |

| Tambov 22 luglio 2017, ore 16:00 3ª giornata | Tambov | 3 – 0 referto | Spartak-2 Mosca | Spartak Stadium (3 500 spett.) |

| Kaliningrad 26 luglio 2017, ore 20:00 4ª giornata | Baltika | 3 – 0 referto | Tambov | Stadio Baltika (3 861 spett.) |

| Tambov 30 luglio 2017, ore 16:00 5ª giornata | Tambov | 5 – 0 referto | Enisej | Spartak Stadium |

| San Pietroburgo 5 agosto 2017, ore 18:00 6ª giornata | Zenit-2 | 0 – 1 referto | Tambov | Stadio SK Petrovskij (515 spett.) |

| Tambov 9 agosto 2017, ore 17:00 7ª giornata | Tambov | 1 – 0 referto | Fakel Voronež | Spartak Stadium |

| Tambov 13 agosto 2017, ore 17:00 8ª giornata | Tambov | 2 – 1 referto | Rotor | Spartak Stadium (4 300 spett.) |

| Tambov 19 agosto 2017, ore 17:00 9ª giornata | Tambov | 2 – 1 referto | Kuban' | Spartak Stadium |

| Vladivostok 27 agosto 2017, ore 12:00 10ª giornata | Luč-Ėnergija | 0 – 0 referto | Tambov | Stadio Dinamo |

| Tambov 2 settembre 2017, ore 16:00 11ª giornata | Tambov | 2 – 1 referto | Olimpiec N.N. | Spartak Stadium |

| Samara 6 settembre 2017, ore 18:00 12ª giornata | Kryl'ja Sovetov Samara | 1 – 0 referto | Tambov | Stadio Metallurg (4 837 spett.) |

| Tambov 10 settembre 2017, ore 16:00 13ª giornata | Tambov | 3 – 1 referto | Tom' Tomsk | Spartak Stadium |

| Chimki 16 settembre 2017, ore 16:00 14ª giornata | Chimki | 1 – 1 referto | Tambov | Stadio Novye Chimki |

| Tambov 24 settembre 2017, ore 15:00 15ª giornata | Tambov | 3 – 1 referto | Volgar' Astrachan' | Spartak Stadium |

| Karavaevo 30 settembre 2017, ore 15:00 16ª giornata | Šinnik | 1 – 0 referto | Tambov | Stadio Uroža (500 spett.) |

| Tambov 7 ottobre 2017, ore 14:00 17ª giornata | Tambov | 1 – 1 referto | Dinamo San Pietroburgo | Spartak Stadium (3 100 spett.) |

| Tjumen' 14 ottobre 2017, ore 14:00 18ª giornata | Tjumen' | 3 – 1 referto | Tambov | Stadio Geolog (1 500 spett.) |

| Tambov 21 ottobre 2017, ore 13:30 19ª giornata | Tambov | 4 – 1 referto | Sibir' | Spartak Stadium |

| Tambov 29 ottobre 2017, ore 13:30 20ª giornata | Tambov | 0 – 1 referto | Avangard Kursk | Stadio Lokomotiv (1 500 spett.) |

| Mosca 4 novembre 2017, ore 14:00 21ª giornata | Spartak-2 Mosca | 0 – 3 referto | Tambov | Stadio Accademia Spartak (00 Москва ЦУСК «Спартак» (поле № 4) spett.) |

| Tambov 8 novembre 2017, ore 13:00 22ª giornata | Tambov | 2 – 1 referto | Baltika | Spartak Stadium |

| Krasnojarsk 12 novembre 2017, ore 13:00 23ª giornata | Enisej | 2 – 0 referto | Tambov | Stadio Centrale (00 Красноярск Манеж «Футбол-Арена «Енисей» spett.) |

| Chimki 19 novembre 2017, ore 13:00 24ª giornata | Tambov | 3 – 1 referto | Zenit-2 | Stadio Novye Chimki (250 spett.) |

| Voronež 25 novembre 2017, ore 17:00 25ª giornata | Fakel Voronež | 1 – 2 referto | Tambov | Stadio Centrale |

| Volgograd 4 marzo 2018, ore 15:00 26ª giornata | Rotor | 1 – 0 referto | Tambov | Stadio Centrale (300 spett.) |

| Krasnodar 8 marzo 2018, ore 16:00 27ª giornata | Kuban' | 0 – 0 referto | Tambov | Stadio Kuban' (3 112 spett.) |

| Tambov 17 marzo 2018, ore 18:00 28ª giornata | Tambov | 2 – 1 referto | Luč Vladivostok | Stadio Tambov (1 520 spett.) |

| Dzeržinsk 24 marzo 2018, ore 14:00 29ª giornata | Nižnij Novgorod | 1 – 1 referto | Tambov | Stadio Chimik (500 spett.) |

| Tambov 31 marzo 2018, ore 15:00 30ª giornata | Tambov | 0 – 2 referto | Kryl'ja Sovetov Samara | Stadio Tambov (1 500 spett.) |

| Tomsk 7 aprile 2018, ore 11:00 31ª giornata | Tom' Tomsk | 0 – 0 referto | Tambov | Trud Stadium (1 900 spett.) |

| Tambov 11 aprile 2018, ore 18:30 32ª giornata | Tambov | 2 – 0 referto | Chimki | Spartak Stadium (1 400 spett.) |

| Astrachan' 15 aprile 2018, ore 16:00 33ª giornata | Volgar' Astrachan' | 1 – 2 referto | Tambov | Stadio Centrale (1 100 spett.) |

| Tambov 22 aprile 2018, ore 13:30 34ª giornata | Tambov | 3 – 1 referto | Šinnik | Spartak Stadium (1 400 spett.) |

| San Pietroburgo 28 aprile 2018, ore 14:00 35ª giornata | Dinamo San Pietroburgo | 1 – 1 referto | Tambov | Stadio SK Petrovskij (336 spett.) |

| Tambov 2 maggio 2018, ore 15:30 36ª giornata | Tambov | 3 – 1 referto | Tjumen' | Spartak Stadium (1 500 spett.) |

| Novosibirsk 6 maggio 2018, ore 12:00 37ª giornata | Sibir' | 0 – 1 referto | Tambov | Spartak Stadium (1 401 spett.) |

| Tambov 12 maggio 2018, ore 14:00 38ª giornata | Tambov | 1 – 1 referto | Orenburg | Spartak Stadium (1 500 spett.) |

### Spareggio retrocessione/promozione
| Perm' 17 maggio 2018 Andata | Amkar Perm' | 2 – 0 referto | Tambov | Stadio Zvezda |

| Tambov 20 maggio 2018 Ritorno | Tambov | 0 – 1 referto | Amkar Perm' | Stadio Spartak |

### Coppa di Russia
| Belgorod 23 agosto 2017, ore 19:00 Quarto turno | Energomaš | 0 – 1 referto | Tambov | Stadio Saljut (5 000 spett.) |

| Tambov 20 settembre 2017, ore 15:00 Sedicesimi di finale | Tambov | 1 – 0 referto | Arsenal Tula | Spartak Stadium (4 500 spett.) |

| Tambov 25 ottobre 2017, ore 14:00 Ottavi di finale | Tambov | 0 – 2 referto | Avangard Kursk | Spartak Stadium (3 550 spett.) |